# Georg Schuster (Politiker, 1896)
Georg Schuster (* 1. Juli 1896 in Eutendorf; † 11. März 1973 ebenda) war ein deutscher Landwirt und Politiker (FDP/DVP).

## Leben
Schuster war als selbständiger Landwirt in Eutendorf tätig. Zum 1. Mai 1933 trat er der NSDAP bei. Nach dem Zweiten Weltkrieg trat er in die Demokratische Volkspartei (DVP) ein, die sich 1948 mit anderen liberalen Verbänden zur FDP/DVP zusammenschloss. Er war von 1950 bis 1952 Landtagsabgeordneter im Landtag von Württemberg-Baden und wurde anschließend in den Landtag von Baden-Württemberg gewählt, dem er bis 1956 angehörte.

## Ehrungen
- Georg-Schuster-Straße in Gaildorf-Eutendorf